# Litoria mucro
Espèce
Statut de conservation UICN

 DD  : Données insuffisantes
Litoria mucro est une espèce d'amphibiens de la famille des Pelodryadidae.

## Répartition
Cette espèce est endémique de Nouvelle-Guinée. Elle se rencontre :
- en Papouasie-Nouvelle-Guinée dans la province de Sepik oriental à environ 550 m d'altitude dans les monts Torricelli ;
- en Indonésie sur l'île Yapen en Papouasie.

## Publication originale
- Menzies, 1993 : Systematics of Litoria-Iris (Anura, Hylidae) and Its Allies in New-Guinea and a Note on Sexual Dimorphism in the Group. Australian Journal of Zoology, vol. 41, no 3, p. 225-255.